# Пиннекер, Евгений Викторович
Евге́ний Ви́кторович Пинне́кер (1926—2001) — советский и российский учёный, доктор геолого-минералогических наук (1966), профессор (1970), член-корреспондент Академии наук СССР (1990).
Автор и соавтор более 300 научных публикаций, в том числе 23 монографий.

## Биография
Родился 22 июня 1926 года в селе Куккус АССР Немцев Поволжья (ныне село Приволжское Саратовской области) в семье учителей: отец — Виктор Эммануилович Пиннекер (1897—1943), мать — Вильгельмина Андреевна (урожденная Бузик, 1891—1930).
В сентябре 1941 года вся семья была депортирована в Новосибирскую область — на станцию Чебула Ояшинского (ныне Болотнинского) района, а затем в деревню Смирновка. Летом 1942 года вместе с родными был переселен в поселок Киндал Каргасокского района Нарымского округа (ныне Томской области). 
Окончив с отличием в 1944 году каргасокскую среднюю школу, Евгений пытался поступить в Колпашевский учительский институт, но у него, как спецпоселенца, не приняли документы. Тогда он отправил по почте документы в Томский политехнический институт, куда был зачислен без вступительных экзаменов на заочное отделение. После первого года обучения он перевёлся на очное отделение. До Указа Президиума Верховного Совета СССР от 26 ноября 1948 года Пиннекер находился под наблюдением спецкомендатуры РОВД в Каргаске, затем — под надзором спецкомендатуры города Томска.
Окончив институт, получил специальность инженера-геолога; работал в Западно-Сибирском геологическом управлении начальником отряда, главным инженером партии, старшим инженером геолого-производственного отдела. С 1955 до конца жизни трудился в Институте геологии Восточно-Сибирского филиала Академии наук СССР (с 1962 года — Институт земной коры Сибирского отделения АН) в Иркутске. Защитил в 1959 году кандидатскую диссертацию на тему «Подземные воды Иркутско-Черемховского промышленного региона» и в 1966 году — докторскую на тему «Рассолы Ангаро-Ленского артезианского бассейна». В Иркутском институте геологии Евгений Пиннекер был заведующим лабораторией «Гидрогеология и охрана подземных вод» (1961—1996 годы), заместителем директора (1972—1995 годы), затем — главным специалистом (1996—2001 годы). В 1968 году в Иркутском политехническом институте он создал кафедру «Гидрогеологии и инженерной геологии», проработав её заведующим до 1973 года. Читал лекции в вузах Читы, Томска и Москвы. Под руководством учёного было подготовлено 22 кандидата и 3 доктора наук: А.А. Дзюба, Б.И. Писарский, А.П. Хаустов.
Е. В. Пиннекер — действительный член Международной академии минеральных ресурсов России (1996), член Нью-Йоркской академии наук и  Международной ассоциации «Геохимия и коксохимия», почетный член Германского геологического общества (1987). 
Умер 30 ноября 2001 года в Иркутске, похоронен на Радищевском кладбище города. Был женат с 1949 года на Розе Фёдоровне Иваниловой, рядом с которой похоронен.

## Награды
- Лауреат Государственной премии СССР (1986, за монографию «Основы гидрогеологии» в 6 томах (1980—1984)).
- Заслуженный деятель науки и техники РСФСР (1991).
- Награжден орденами Трудового Красного Знамени (1975) и Дружбы (1999)[5].
- Также награжден медалями, в числе которых «За строительство БАМ», медали ВДНХ СССР и медаль медаль Леопольда фон Буха (1987, присуждается в Германии лучшему иностранному геологу года).